# Andreas Behm
Andreas Behm (Stralsund, RDA, 28 de noviembre de 1962–Stralsund, 27 de diciembre de 2021) fue un deportista alemán que compitió para la RDA en halterofilia.
Participó en dos Juegos Olímpicos de Verano, en los años 1992 y 1996, obteniendo una medalla de bronce en Barcelona 1992, en la categoría de 67,5 kg.
Ganó cuatro medallas en el Campeonato Mundial de Halterofilia entre los años 1982 y 1993, y siete medallas en el Campeonato Europeo de Halterofilia entre los años 1981 y 1991.

## Palmarés internacional
| Representando a la RDA   |                          |                   |           |
| Campeonato Mundial       |                          |                   |           |
| Año                      | Lugar                    | Medalla           | Categoría |
| 1982                     | Liubliana (Yugoslavia)   | Medalla de plata  | 60 kg     |
| 1983                     | Moscú (URSS)             | Medalla de bronce | 67,5 kg   |
| 1987                     | Ostrava (Checoslovaquia) | Medalla de plata  | 67,5 kg   |
| Campeonato Europeo       |                          |                   |           |
| Año                      | Lugar                    | Medalla           | Categoría |
| 1981                     | Lille (Francia)          | Medalla de bronce | 60 kg     |
| 1982                     | Liubliana (Yugoslavia)   | Medalla de plata  | 60 kg     |
| 1983                     | Moscú (URSS)             | Medalla de bronce | 67,5 kg   |
| 1985                     | Katowice (Polonia)       | Medalla de oro    | 67,5 kg   |
| 1986                     | Karl-Marx-Stadt (RDA)    | Medalla de oro    | 67,5 kg   |
| 1989                     | Atenas (Grecia)          | Medalla de bronce | 67,5 kg   |
| Representando a Alemania |                          |                   |           |
| Juegos Olímpicos         |                          |                   |           |
| Año                      | Lugar                    | Medalla           | Categoría |
| 1992                     | Barcelona (España)       | Medalla de bronce | 67,5 kg   |
| Campeonato Mundial       |                          |                   |           |
| Año                      | Lugar                    | Medalla           | Categoría |
| 1993                     | Melbourne (Australia)    | Medalla de bronce | 70 kg     |
| Campeonato Europeo       |                          |                   |           |
| Año                      | Lugar                    | Medalla           | Categoría |
| 1991                     | Władysławowo (Polonia)   | Medalla de bronce | 67,5 kg   |